# Internationale Friedensfahrt 1983
Die 36. Internationale Friedensfahrt (Course de la Paix) war ein Straßenradrennen, das vom 8. bis 22. Mai 1983 ausgetragen wurde.
Die 36. Auflage dieses Radrennens bestand aus 12 Einzeletappen und führte auf einer Gesamtlänge von 1.899 km von Warschau über Berlin nach Prag. 94 Fahrer aus 16 Ländern starteten in Warschau, 82 von ihnen erreichten das Ziel in Prag. Falk Boden aus der DDR gewann das Gelbe Trikot des Gesamteinzelsiegers. Olaf Ludwig ebenfalls aus der DDR gewann das Rosa Trikot des vielseitigsten Fahrers, das Grüne des besten Bergfahrers und das Weiße des punktbesten Fahrers. Das Violette des aktivsten Fahrers ging an den Rumänen Mircea Romașcanu. Die beste Mannschaft dieser Rundfahrt kam aus der DDR.

## Alle Teams und Fahrer
94 Fahrer aus 16 Ländern starteten zum Prolog in Warschau. 82 von ihnen erreichten das Ziel in Prag. Pro Mannschaft waren sechs Fahrer zugelassen. Finnland und das Vereinigte Königreich starteten mit lediglich fünf Fahrern, da ihre jeweils sechsten Fahrer verletzungsbedingt kurz vor dem Start nicht mehr ersetzt werden konnten. Mit Olaf Ludwig war der letztjährige Friedensfahrtssieger erneut am Start.
| 01 – Tadeusz Krawczyk 02 – Mieczysław Korycki 03 – Andrzej Mierzejewski 04 – Lech Piasecki 05 – Andrzej Serediuk 06 – Adam Zagajewski |

| 13 – Jarmo Sorsa 14 – nicht besetzt 15 – Patrick Wackström 16 – Jukku Nikkilä 17 – Olavi Kaarela 18 – Janne Lehti |

| 19 – Ladislav Ferebauer 20 – Milan Jurčo 21 – Vladimír Kozárek 22 – Miroslav Sýkora 23 – Vladimír Vávra 24 – Jiří Škoda |

| 25 – Riho Suun 26 – Pēteris Ugrjumovs 27 – Juri Kaschirin 28 – Alexander Kulikow 29 – Oleh Tschuschda 30 – Ivar Fels |

| 31 – Belmiro Silva 32 – Eduardo Correia 33 – Manuel Zeferino 34 – António Fernandes 35 – Fernando Fernandes 36 – Luis Teixeira |

| 37 – Mircea Romașcanu 38 – Constantin Căruţaşu 39 – Valentin Constantinescu 40 – Ionel Gancea 41 – Cornel Nicolae 42 – Costica Paraschiv |

| 43 – Nentscho Stajkow 44 – Wenelin Hubenow 45 – Jordan Pentschew 46 – Nasko Stotschew 47 – Weliko Welikow 48 – Christo Saikow |

| 49 – Gerrit Solleveld 50 – Teun van Vliet 51 – Henk van Weers 52 – Ron Snijders 53 – Rinus Ansems 54 – Bert Wekema |

| 55 – Thomas Barth 56 – Falk Boden 57 – Bernd Drogan 58 – Uwe Raab 59 – Olaf Ludwig 60 – Andreas Petermann |

| 61 – Tsedendambyn Ganbold 62 – Dordschpalamyn Tsolmon 63 – Batsüchiin Chajanchjarwaa 64 – Daschdschamtsyn Mönchbat 65 – D. Nambaldorch 66 – Darzaagijn Ench-Od |

| 67 – Claude Carlin 68 – Thierry Lavergne 69 – Thierry Peloso 70 – Yvon Madiot 71 – Bruno Wojtinek 72 – Alain Renaud |

| 73 – Laszlo Halasz 74 – Zoltan Halasz 75 – Péter Sajó 76 – Lukács Szántó 77 – István Tóth 78 – György Szuromi |

| 79 – Douglas Shapiro 80 – Tomas Prehn 81 – Jett Bradley 82 – Daniel Franger 83 – Thurlow Rogers 84 – Tom Broznowski |

| 85 – Eddy de Bie 86 – Gino Knockaert 87 – Andre Lurquin 88 – Patrick van Hul 89 – Luc van Mol 90 – Patrick van Staeyen |

| 91 – Russell Harrington 92 – Christopher Wreghitt 93 – Nigel Bloor 94 – Hugh Ashworth 95 – nicht besetzt 96 – Steve Wakefield |

| 097 – Osmany Alvarez 098 – Eduardo Alonso 099 – Roberto Rodríguez 100 – Orestes Mora 101 – Antonio Quintero 102 – Edel García |

## Trikots
Bei dieser Rundfahrt wurden sechs Trikots vergeben: das Gelbe Trikot des Gesamtbesten, das Rosa des vielseitigsten Fahrers, das Violette des aktivsten Fahrers, das Grüne des besten Bergfahrers, das Weiße des punktbesten Fahrers und das Blaue der besten Mannschaft.
Am Ende jeder Etappe (nicht Prolog) erhielt der Sieger 10 Sekunden, der Zweite 6 Sekunden und der Dritte 3 Sekunden weniger für die Gesamtwertung – und damit für das gelbe Trikot.
Die jeweils ersten drei der Schlusswertungen des Violetten, Grünen und Weißen Trikots erhielten zusätzlich 10, 6 und 3 Sekunden Zeitgutschrift.

## Etappenübersicht
| Etappe     | Datum   | Start – Ziel                     | Etappensieger     | Etappen- länge | Fahrzeit |
| ---------- | ------- | -------------------------------- | ----------------- | -------------- | -------- |
| 0Prolog    | 08. Mai | Einzelzeitfahren in Warschau     | Olaf Ludwig       | 007 km         | 2:49:33  |
| 01. Etappe | 09. Mai | Warschau – Olsztyn               | Uwe Raab          | 181 km         | 3:47:33  |
| 02. Etappe | 10. Mai | Olsztyn – Toruń                  | Olaf Ludwig       | 171 km         | 3:59:57  |
| 03. Etappe | 11. Mai | Toruń – Poznań                   | Olaf Ludwig       | 150 km         | 3:31:00  |
| 0R         | 12. Mai | Ruhetag                          |                   |                |          |
| 04. Etappe | 13. Mai | Poznań – Forst                   | Mircea Romașcanu  | 175 km         | 4:06:22  |
| 05. Etappe | 14. Mai | Forst – Berlin                   | Olaf Ludwig       | 180 km         | 4:08:54  |
| 06. Etappe | 15. Mai | Berlin – Halle (Saale)           | Uwe Raab          | 202 km         | 4:41:17  |
| 07. Etappe | 16. Mai | Einzelzeitfahren in Halle        | Olaf Ludwig       | 035 km         | 2:43:37  |
| 08. Etappe | 17. Mai | Halle – Karl-Marx-Stadt          | Edel Garcia       | 157 km         | 4:04:53  |
| 0R         | 18. Mai | Ruhetag                          |                   |                |          |
| 09. Etappe | 19. Mai | Karl-Marx-Stadt – Ústí nad Labem | Uwe Raab          | 181 km         | 4:32:24  |
| 10. Etappe | 20. Mai | Ústí nad Labem – Příbram         | Yvon Madiot       | 171 km         | 4:38:02  |
| 11. Etappe | 21. Mai | Solenice – Tábor                 | Mircea Romașcanu  | 165 km         | 4:14:48  |
| 12. Etappe | 22. Mai | Tábor – Prag                     | Andreas Petermann | 124 km         | 3:03:32  |

## Trikots im Rundfahrtverlauf
Die Tabelle zeigt den Führenden in der jeweiligen Wertung zu Beginn der jeweiligen Etappe an.
| Etappe     | Gelbes Trikot   | Rosa Trikot     | Violettes Trikot | Grünes Trikot      | Weißes Trikot   | Teamwertung |
| ---------- | --------------- | --------------- | ---------------- | ------------------ | --------------- | ----------- |
| 0Prolog    | ohne            | ohne            | ohne             | ohne               | ohne            | ohne        |
| 01. Etappe | Olaf Ludwig     | nicht vergeben  | nicht vergeben   | nicht vergeben     | nicht vergeben  | DDR         |
| 02. Etappe | Uwe Raab        | Uwe Raab        | Falk Boden       | nicht vergeben     | Uwe Raab        | DDR         |
| 03. Etappe | Oleg Tschuschda | Falk Boden      | Falk Boden       | nicht vergeben     | Oleg Tschuschda | DDR         |
| 04. Etappe | Oleg Tschuschda | Oleg Tschuschda | Falk Boden       | nicht vergeben     | Oleg Tschuschda | DDR         |
| 05. Etappe | Oleg Tschuschda | Oleg Tschuschda | Falk Boden       | nicht vergeben     | Oleg Tschuschda | DDR         |
| 06. Etappe | Oleg Tschuschda | Olaf Ludwig     | Falk Boden       | nicht vergeben     | Oleg Tschuschda | DDR         |
| 07. Etappe | Oleg Tschuschda | Olaf Ludwig     | Falk Boden       | nicht vergeben     | Oleg Tschuschda | DDR         |
| 08. Etappe | Oleg Tschuschda | Olaf Ludwig     | Falk Boden       | nicht vergeben     | Oleg Tschuschda | DDR         |
| 09. Etappe | Oleg Tschuschda | Olaf Ludwig     | Falk Boden       | nicht vergeben     | Oleg Tschuschda | DDR         |
| 10. Etappe | Falk Boden      | Olaf Ludwig     | Falk Boden       | Mieczysław Korycki | Olaf Ludwig     | DDR         |
| 11. Etappe | Falk Boden      | Olaf Ludwig     | Falk Boden       | Mieczysław Korycki | Olaf Ludwig     | DDR         |
| 12. Etappe | Falk Boden      | Olaf Ludwig     | Mircea Romașcanu | Olaf Ludwig        | Olaf Ludwig     | DDR         |
| Sieger     | Falk Boden      | Olaf Ludwig     | Mircea Romașcanu | Olaf Ludwig        | Olaf Ludwig     | DDR         |

## Etappen im Detail
Bei allen Zeitangaben sind die Etappenzeitgutschriften bereits mit eingerechnet.

### Prolog
Am Start: 94 Fahrer
Der Prolog hatte eine Länge von 6,7 km und wurde in Warschau ausgetragen. Olaf Ludwig gewann mit einem Stundenmittel von 44,55 km/h.
|    | Fahrer            | Zeit        |
| -- | ----------------- | ----------- |
| 1. | Olaf Ludwig       | 9:32,83 min |
| 2. | Uwe Raab          | + 0,33 s    |
| 3. | Oleg Tschuschda   | + 2,13 s    |
| 4. | Pēteris Ugrjumovs | + 7,14 s    |
| 5. | Bernd Drogan      | + 7,79 s    |

### 1. Etappe: Warschau – Olsztyn, 181 km
Am Start: 94 Fahrer
Die erste Etappe führte auf einer flachen Strecke von Warschau mit scharfen Start in Serock nach Olsztyn. Nach 115 km bildete sich eine 27-köpfige Spitzengruppe – ohne Olaf Ludwig, den Träger des Gelben Trikots. Im Stadion von Olsztyn sprintete Uwe Raab zum Etappensieg und übernahm das Gelbe Trikot.
Die Prämiensprints gewannen Wenelin Hubenow in (Pułtusk 23 km), Falk Boden in (Przasnysz 67 km) und Andrzej Mierzejewski in (Szczytno 132 km).
|    | Fahrer          | Zeit      |
| -- | --------------- | --------- |
| 1. | Uwe Raab        | 3:47:33 h |
| 2. | Bert Wekema     | + 04 s    |
| 3. | Falk Boden      | + 07 s    |
| 4. | Juri Kaschirin  | + 10 s    |
| 5. | Oleg Tschuschda | + 10 s    |

### 2. Etappe: Olsztyn – Toruń, 171 km
Am Start: 93 Fahrer – ausgeschieden: Harrington (GBR)
Die zweite Etappe führte von Olsztyn nach Toruń. Auf dem flachen Streckenprofil kam es zu einigen Stürzen in denen vor allem die Fahrer der DDR und der Sowjetunion entscheidend verwickelt waren. Nach 67 km landete Bernd Drogan im Straßengraben und einen Kilometer weiter prallten Thomas Barth und der Träger des Gelben Trikots Uwe Raab auf den Asphalt. Während Drogan und Raab weiter fahren konnten und bis ins Ziel fünfzehn Minuten verloren, war für den Kapitän der DDR-Mannschaft Thomas Barth nach erlittenen Schlüsselbeinbruch die Tour beendet. Juri Kaschirin aus der Sowjetunion erwischte es nach 115 km und trotz der Hilfe seiner Landsleute Riho Suun und Ivar Fels verloren er bis ins Ziel über acht Minuten. Am Abend wurde bei ihm ebenfalls ein Schlüsselbeinbruch diagnostiziert. Den Tagessieg in Toruń sicherte sich Olaf Ludwig im Spurt vor dem Kubaner Rodríguez. Der Vierte des Tages Oleg Tschuschda übernahm das Gelbe Trikot.
Die Prämiensprints gewannen Claude Carlin in (Ostróda 38 km), Bruno Wojtinek in (Brodnica 108 km) und Falk Boden in (Kowalewo Pomorskie 145 km).
|    | Fahrer            | Zeit      |
| -- | ----------------- | --------- |
| 1. | Olaf Ludwig       | 3:59:57 h |
| 2. | Roberto Rodríguez | + 04 s    |
| 3. | István Tóth       | + 07 s    |
| 4. | Oleg Tschuschda   | + 10 s    |
| 5. | Antonio Quintero  | + 10 s    |

### 3. Etappe: Toruń – Poznań, 150 km
Am Start: 89 Fahrer – ausgeschieden: Kaschirin (URS), Barth (GDR), Shapiro (USA) und Knockaert (BEL)
Die dritte Etappe führte auf flachem Gelände von Toruń nach Poznań. Bei heftigem Kantenwind bildete sich nach 44 km eine 25-köpfige Spitzengruppe mit allen Favoriten. Diese fuhr bis zum Ziel (nur noch 21-köpfig) einen Vorsprung auf das Hauptfeld von über drei Minuten heraus. Im Spurt holte sich Olaf Ludwig seinen zweiten Etappensieg in Folge.
Die Prämiensprints gewannen Adam Zagajewski in (Inowrocław 32 km), Oleg Tschuschda in (Gniezno 93 km) und Olaf Ludwig in (Swarzędz 137 km).
|    | Fahrer           | Zeit      |
| -- | ---------------- | --------- |
| 1. | Olaf Ludwig      | 3:31:00 h |
| 2. | Andrzej Serediuk | + 04 s    |
| 3. | Oleg Tschuschda  | + 07 s    |
| 4. | Bert Wekema      | + 10 s    |
| 5. | Uwe Raab         | + 10 s    |

### 4. Etappe: Poznań – Forst, 175 km
Am Start: 88 Fahrer – ausgeschieden: Wojtinek (FRA)
Nachdem Ruhetag führte die vierte Etappe vom polnischen Poznań auf das Gebiet der DDR nach Forst. Auf den ersten Kilometern dieser Etappe riskierten lediglich der Mongole Tsedendambyn Ganbold und der Portugiese Luis Teixeira einen Vorstoß, welcher jedoch vor dem ersten Prämiensprint beendet wurde. Bei Kilometer 76 starteten beide ihren zweiten Versuch, zu dem sich noch der Rumäne Mircea Romașcanu und Ganbolds Landsmann Dordschpalamyn Tsolmon gesellten. Letzterer musste jedoch beim dritten Prämiensprint, den sich Teixeira sicherte, wieder abreißen lassen. Das verbliebene Trio konnte sich weiterhin an der Spitze des Feldes behaupten und passierte den Grenzübergang in Guben mit bereits vier Minuten Vorsprung. Dieser wuchs Zwischenzeitlich auf fünf Minuten an und konnte vom Hauptfeld nur noch auf 90 Sekunden bis zum Ziel in Forst verkürzt werden. Im Kampf um den Tagessieg versuchte sich Romașcanu drei Kilometer vor dem Ziel von seinen Mitstreitern zu lösen, was jedoch noch nicht von Erfolg gekrönt wurde. Im zweiten Versuch konnte nur noch Teixeira folgen, den er im Zielsprint auf den zweiten Platz verweisen konnte. Damit sicherte sich der Rumäne bei seiner achten Friedensfahrt den dritten Etappensieg.
Die Prämiensprints gewannen Uwe Raab in (Wolsztyn 25 km), Olaf Ludwig in (Sulechów 63 km) und Luis Teixeira in (Zielona Góra 85 km).
|    | Fahrer               | Zeit       |
| -- | -------------------- | ---------- |
| 1. | Mircea Romașcanu     | 4:06:22 h  |
| 2. | Luis Teixeira        | + 0:04 min |
| 3. | Tsedendambyn Ganbold | + 0:20 min |
| 4. | Uwe Raab             | + 1:36 min |
| 5. | Bert Wekema          | + 1:36 min |

### 5. Etappe: Forst – Berlin, 180 km
Am Start: 87 Fahrer – ausgeschieden: Prehn (USA)
Die fünfte Etappe führte von Forst in die Hauptstadt der DDR nach Berlin. Trotz mehrerer Ausreißversuche kam es in Berlin zur Massenankunft, bei der Olaf Ludwig mal wieder nicht zu schlagen war.
Die Prämiensprints gewannen Falk Boden in (Cottbus 23 km), Vladimír Kozárek in (Peitz 35 km) und Thierry Peloso in (Fürstenwalde 101 km).
|    | Fahrer         | Zeit      |
| -- | -------------- | --------- |
| 1. | Olaf Ludwig    | 4:08:54 h |
| 2. | Riho Suun      | + 04 s    |
| 3. | Bert Wekema    | + 07 s    |
| 4. | Uwe Raab       | + 10 s    |
| 5. | Henk van Weers | + 10 s    |

### 6. Etappe: Berlin – Halle, 202 km
Am Start: 87 Fahrer
Die sechste Etappe führte von Berlin nach Halle. Bereits nach zwei Kilometern setzten sich der Belgier Patrick van Hui, der Franzose Thierry Lavergne und der Mongole Tsedendambyn Ganbold vom Feld ab. Das Trio fuhr zwischenzeitlich einen Vorsprung von sechs Minuten auf das Hauptfeld heraus und machte die ersten zwei Prämiensprints unter sich aus. Nach fast 110 km vor dem Feld wurden die Drei wieder geschluckt und so kam es dann im Kurt-Wabbel-Stadion von Halle zum Massensprint. In diesen setzte sich Uwe Raab durch, der damit seine zweite Etappe bei dieser Rundfahrt gewann.
Die Prämiensprints gewannen Tsedendambyn Ganbold in (Potsdam 38 km), Thierry Lavergne in (Wittenberg 109 km) und Alain Renaud in (Dessau 142 km).
|    | Fahrer          | Zeit      |
| -- | --------------- | --------- |
| 1. | Uwe Raab        | 4:41:17 h |
| 2. | Olaf Ludwig     | + 04 s    |
| 3. | Wenelin Hubenow | + 07 s    |
| 4. | Riho Suun       | + 10 s    |
| 5. | Oleg Tschuschda | + 10 s    |

### 7. Etappe: Einzelzeitfahren in Halle, 35 km
Am Start: 87 Fahrer
Das Zeitfahren in Halle wurde von Olaf Ludwig dominiert. Bereits nach der Hälfte der Distanz hatte er bis auf Uwe Raab allen mehr als eine halbe Minute abgejagt und diese Distanz vergrößerte sich dann auf der zweiten Hälfte der Strecke noch. Falk Boden kam in der Gesamtwertung bis auf eine Sekunde an den Gelben Oleg Tschuschda ran.
|    | Fahrer          | Zeit       |
| -- | --------------- | ---------- |
| 1. | Olaf Ludwig     | 43:37 min  |
| 2. | Uwe Raab        | + 1:00 min |
| 3. | Milan Jurčo     | + 1:15 min |
| 4. | Falk Boden      | + 1:27 min |
| 5. | Oleg Tschuschda | + 1:35 min |

### 8. Etappe: Halle – Karl-Marx-Stadt, 157km
Am Start: 87 Fahrer
Die achte Etappe führte über anfangs flaches und später hügeliges Gelände von Halle nach Karl-Marx-Stadt. Bei Kilometer 60 konnte sich ein Quartett, bestehend aus dem Franzosen Claude Carlin, dem Ungarn György Szuromi, dem Rumänen Cornel Nicolae sowie dem Kubaner Edel Garcia entscheidend vom Feld absetzen. Dieses hatte kein Interesse an einer Verfolgung der vier Ausreißer und so stieg der Vorsprung teilweise auf vier Minuten an. Nachdem Garcia und Carlin sich jeweils einen Prämiensprint sicherten, waren sie auch die stärksten beim Zielsprint in Karl-Marx-Stadt. Carlin gewann hauchdünn vor Garcia, wobei er den aufkommenden Kubaner zur Seite abdrängte. Daraufhin wurde er von der Rennkommission auf den vierten Platz zurückgesetzt und mit einer Zeitstrafe von einer Minute belegt.
Die Prämiensprints gewannen Nentscho Stajkow in (Weißenfels 27 km), Edel Garcia in (Gera 71 km) und Claude Carlin in (Zwickau 113 km).
|    | Fahrer         | Zeit       |
| -- | -------------- | ---------- |
| 1. | Edel Garcia    | 4:04:53 h  |
| 2. | Cornel Nicolae | + 0:04 min |
| 3. | György Szuromi | + 0:07 min |
| 4. | Claude Carlin  | + 1:10 min |
| 5. | Olaf Ludwig    | + 3:06 min |

### 9. Etappe: Karl-Marx-Stadt – Ústí nad Labem, 181 km
Am Start: 87 Fahrer
Die bergreiche neunte Etappe mit drei Bergwertungen führte bei kühlem Wetter mit zum Teil heftigen Regen von Karl-Marx-Stadt ins tschechoslowakische Ústí nad Labem. Auf dem Weg zur zweiten Bergwertung nach 127 km riss das Feld auseinander und es bildete sich eine 4-köpfige Spitzengruppe deren Olaf Ludwig, der Pole Mieczysław Korycki, der Tschechoslowake Jiří Škoda und der Amerikaner Thurlow Rogers angehörten. Nach einem Defekt von Rogers setzte das verbleibende Trio die Flucht bis zum Kilometer 156 fort, bevor sie vom Hauptfeld angeführt von der Mannschaft der Sowjetunion eingeholt wurden. Schon beim Aufstieg zur nächsten Bergwertung mussten die sowjetischen Fahrer für ihre Aufholjagd Tribut zollen. Einer nach dem anderen musste den kleinen Rest des Hauptfeldes ziehen lassen, aus der sich obendrein nach der Bergwertung eine 6-köpfige Spitzengruppe bildete. Zu dieser wieder Ludwig, Korycki und Škoda gehörten und sich noch Uwe Raab, der Pole Tadeusz Krawczyk und der Tschechoslowake Ladislav Ferebauer gesellten. In Ústí nad Labem raste Ludwig als erster ins Městský Stadion, wo er aber im Schlamm der Zielkurve stecken blieb und somit den Weg für Uwe Raabs dritten Etappensieg dieser Rundfahrt freimachte. In der zweiten kleineren Gruppe überquerte Falk Boden die Ziellinie und eroberte sich das Gelbe Trikot von Oleg Tschuschda mit 33 Sekunden Vorsprung auf diesen.
Die Prämiensprints gewannen Uwe Raab in (Freital 57 km), Riho Suun in (Heidenau 83 km) und Olaf Ludwig in (Děčín 145 km).
Die Bergwertungen gewannen Mieczysław Korycki in (??? 110 km Kat.2) und (Děčínský Sněžník 127 km Kat.1) sowie Olaf Ludwig in (Český Bukov 167 km Kat.2).
|    | Fahrer             | Zeit      |
| -- | ------------------ | --------- |
| 1. | Uwe Raab           | 4:32:24 h |
| 2. | Tadeusz Krawczyk   | + 04 s    |
| 3. | Jiří Škoda         | + 07 s    |
| 4. | Mieczyslaw Korycki | + 10 s    |
| 5. | Olaf Ludwig        | + 10 s    |

### 10. Etappe: Ústí nad Labem – Příbram, 171 km
Am Start: 83 Fahrer – ausgeschieden: Ench-Od (MNR), Franger (USA), van Mol (BEL) und Bloor (GBR)
Die zehnte Etappe führte über bergiges Gelände von Ústí nad Labem nach Příbram. Bereits nach drei Kilometer fuhr der Franzose Yvon Madiot dem Feld davon und gewann die erste Bergwertung. Nach 18 km trat der Rumäne Mircea Romașcanu an und holte nach nicht einmal fünf Minuten Madiot ein. Zusammen fuhren sie zeitweise zehn Minuten vor dem Feld und gewannen alle noch ausstehenden Prämiensprints sowie die zweite Bergwertung. In Příbram sprinteten beide im Stadion Na Litavce um den Tagessieg, den sich Madiot sicherte.
Die Prämiensprints gewannen Yvon Madiot in (Libochovice 36 km) sowie Mircea Romașcanu in (Kladno 91 km) und (Dobříš 150 km).
Die Bergwertungen gewannen Yvon Madiot in (Ústí nad Labem 4 km Kat.2) und Mircea Romașcanu in (Beroun 123 km Kat.2).
|    | Fahrer           | Zeit       |
| -- | ---------------- | ---------- |
| 1. | Yvon Madiot      | 4:38:02 h  |
| 2. | Mircea Romașcanu | + 0:04 min |
| 3. | Olaf Ludwig      | + 2:57 min |
| 4. | Uwe Raab         | + 3:00 min |
| 5. | Riho Suun        | + 3:00 min |

### 11. Etappe: Solenice – Tábor, 165 km
Am Start: 82 Fahrer – ausgeschieden: Lehti (FIN)
Durch den Gewinn der Bergwertung nach fünf Kilometer eroberte sich Olaf Ludwig das Grüne Trikot des besten Bergfahrers. Nach 17 km setzte sich der Bulgare Christo Saikow vom Feld ab, zu dem sich bald der Rumäne Ionel Gancea gesellte. Ein Quartett mit dem Rumänen Mircea Romașcanu, dem Kubaner Osmany Alvarez, dem Niederländer Ron Snijders und dem Ungarn Péter Sajó schloss nach dem ersten Prämiensprint zu den beiden auf. Die Spitzengruppe die teilweise sechs Minuten Vorsprung auf das Hauptfeld hatte, erreichte geschlossen den Etappenzielort Tábor. Dort riss Romașcanu wohl bedenkend der Spurtniederlage des Vortages aus und sicherte sich den Tagessieg. Durch den Sieg und zweier Prämienerfolge eroberte er das Violette Trikot des aktivsten Fahrers.
Die Prämiensprints gewannen Christo Saikow in (Milevsko 28 km) sowie Mircea Romașcanu in (České Budějovice 96 km) und (___ ??? km).
Die Bergwertung gewann Olaf Ludwig in (Přední Chlum 5 km Kat.2).
|    | Fahrer           | Zeit      |
| -- | ---------------- | --------- |
| 1. | Mircea Romașcanu | 4:14:48 h |
| 2. | Osmany Alvarez   | + 17 s    |
| 3. | Ron Snijders     | + 20 s    |
| 4. | Peter Sajo       | + 23 s    |
| 5. | Christo Saikow   | + 23 s    |

### 12. Etappe: Tábor – Prag, 124 km
Am Start: 82 Fahrer
Andreas Petermann setzte sich nach 23 km vom Feld ab und sollte bis ins Ziel im Slavia-Station von Prag nicht mehr eingeholt werden. Lediglich ein Quintett mit F. Fernandes (Portugal), Constantin Carutasu (Rumänien), Stajkow (Bulgarien), Bradley (USA) und Wreghitt (Großbritannien) machte sich auf die Verfolgung, bekam Petermann aber nie zu Gesicht. Somit holte er seinen ersten Etappensieg bei seiner achten Friedensfahrtteilnahme.
Die Prämiensprints gewann Andreas Petermann in (Vlašim 42 km), (Benešov 63 km) und (Mnichovice u Říčan 92 km).
Die Bergwertung gewann Andreas Petermann in (Komorní Hrádek 82 km Kat.2).
|    | Fahrer               | Zeit       |
| -- | -------------------- | ---------- |
| 1. | Andreas Petermann    | 3:03:32 h  |
| 2. | Christopher Wreghitt | + 3:14 min |
| 3. | Fernando Fernandes   | + 3:17 min |
| 4. | Nentscho Stajkow     | + 3:20 min |
| 5. | Constantin Carutasu  | + 3:20 min |

## Gesamtwertungen

### Einzelwertung (Gelbes Trikot)
Während der 36. Internationalen Friedensfahrt gab es insgesamt vier verschiedene Träger des Gelben Trikots. Nachdem Olaf Ludwig und Uwe Raab für jeweils eine Etappe das Gelbe trugen, folgte Oleg Tschuschda mit der längsten Zeit von sieben Etappen. Ab der 10. Etappe übernahm Falk Boden das Gelbe, welches er über drei Etappen bis nach Prag trug.
| Pl. | Fahrer               | Land                            | Zeit        |
| --- | -------------------- | ------------------------------- | ----------- |
| 01  | Falk Boden           | Deutsche Demokratische Republik | 45:46:20 h  |
| 02  | Oleg Tschuschda      | Sowjetunion                     | + 00:32 min |
| 03  | Olaf Ludwig          | Deutsche Demokratische Republik | + 00:42 min |
| 04  | Thurlow Rogers       | Vereinigte Staaten              | + 01:09 min |
| 05  | Tadeusz Krawczyk     | Polen                           | + 01:19 min |
| 06  | Gerrit Solleveld     | Niederlande                     | + 01:35 min |
| 07  | Pēteris Ugrjumovs    | Sowjetunion                     | + 02:39 min |
| 08  | Wenelin Hubenow      | Bulgarien                       | + 04:01 min |
| 09  | Jiří Škoda           | Tschechoslowakei                | + 04:19 min |
| 10  | Ladislav Ferebauer   | Tschechoslowakei                | + 04:21 min |
| 11  | Vladimír Kozárek     | Tschechoslowakei                | + 04:48 min |
| 12  | Teun van Vliet       | Niederlande                     | + 05:07 min |
| 13  | Adam Zagajewski      | Polen                           | + 05:35 min |
| 14  | Milan Jurčo          | Tschechoslowakei                | + 06:17 min |
| 15  | Andrzej Mierzejewski | Polen                           | + 06:43 min |
| 16  | Mieczysław Korycki   | Polen                           | + 06:58 min |
| 17  | Andreas Petermann    | Deutsche Demokratische Republik | + 10:03 min |
| 18  | Zoltan Halasz        | Ungarn                          | + 11:41 min |
| 19  | Eddy de Bie          | Belgien                         | + 11:52 min |
| 20  | Henk van Weers       | Niederlande                     | + 11:53 min |
| 21  | Eduardo Alonso       | Kuba                            | + 12:45 min |
| 22  | Uwe Raab             | Deutsche Demokratische Republik | + 13:52 min |
| 23  | Alexander Kulikow    | Sowjetunion                     | + 14:06 min |
| 24  | Cornel Nicolae       | Rumänien                        | + 14:41 min |
| 25  | Christo Saikow       | Bulgarien                       | + 15:37 min |
| …   | …                    | …                               | …           |
| 31  | Bernd Drogan         | Deutsche Demokratische Republik | + 19:47 min |

### Vielseitigster Fahrer (Rosa Trikot)
Für jeweils eine Etappe war das Trikot im Besitz von Uwe Raab und Falk Boden, bevor Oleg Tschuschda es für zwei Etappen innehatte. Ab der 6. Etappe übernahm Olaf Ludwig das Rosa Trikot, welches er bis nach Prag trug.
| Pl. | Fahrer             | Land                            | Punkte |
| --- | ------------------ | ------------------------------- | ------ |
| 01  | Olaf Ludwig        | Deutsche Demokratische Republik | 114    |
| 02  | Uwe Raab           | Deutsche Demokratische Republik | 089    |
| 03  | Oleg Tschuschda    | Sowjetunion                     | 066    |
| 04  | Falk Boden         | Deutsche Demokratische Republik | 061    |
| 05  | Mircea Romașcanu   | Rumänien                        | 060    |
| 06  | Mieczysław Korycki | Polen                           | 042    |
| 07  | Andreas Petermann  | Deutsche Demokratische Republik | 041    |
| 08  | Riho Suun          | Sowjetunion                     | 035    |
| 09  | Bert Wekema        | Niederlande                     | 035    |
| 10  | Ron Snijders       | Niederlande                     | 032    |

### Aktivster Fahrer (Violettes Trikot)
Falk Boden war für zehn Etappen im Besitz des violetten Trikots, bevor der Rumäne Mircea Romașcanu es zur letzten Etappe übernahm.
| Pl. | Fahrer            | Land                            | Punkte |
| --- | ----------------- | ------------------------------- | ------ |
| 01  | Mircea Romașcanu  | Rumänien                        | 26     |
| 02  | Falk Boden        | Deutsche Demokratische Republik | 24     |
| 03  | Andreas Petermann | Deutsche Demokratische Republik | 22     |
| 04  | Olaf Ludwig       | Deutsche Demokratische Republik | 16     |
| 05  | Claude Carlin     | Frankreich                      | 14     |
| 06  | Nentscho Stajkow  | Bulgarien                       | 12     |
| 07  | Yvon Madiot       | Frankreich                      | 12     |
| 08  | Oleg Tschuschda   | Sowjetunion                     | 12     |
| 09  | Christo Saikow    | Bulgarien                       | 10     |
| 10  | Edel Garcia       | Kuba                            | 10     |

### Bester Bergfahrer (Grünes Trikot)
Zur zehnten Etappe durfte sich Mieczysław Korycki für zwei Tagesabschnitte das Grüne Trikot überstreifen, bevor es zur letzten Etappe in den Besitz von Olaf Ludwig über ging.
| Pl. | Fahrer             | Land                            | Punkte |
| --- | ------------------ | ------------------------------- | ------ |
| 01  | Olaf Ludwig        | Deutsche Demokratische Republik | 15     |
| 02  | Mieczysław Korycki | Polen                           | 15     |
| 03  | Jiří Škoda         | Tschechoslowakei                | 08     |
| 04  | Yvon Madiot        | Frankreich                      | 08     |
| 05  | Andreas Petermann  | Deutsche Demokratische Republik | 05     |
| 06  | Mircea Romașcanu   | Rumänien                        | 05     |
| 07  | Thurlow Rogers     | Vereinigte Staaten              | 03     |
| 08  | Tadeusz Krawczyk   | Polen                           | 03     |
| 09  | Fernando Fernandes | Portugal                        | 03     |
| 10  | Lech Piasecki      | Polen                           | 03     |

### Punktbester Fahrer (Weißes Trikot)
Nachdem Uwe Raab eine Etappe im Besitz dieses Trikots war, übernahm es Oleg Tschuschda mit der längsten Zeit von sieben Etappen. Ab der 10. Etappe folgte Olaf Ludwig, welches ihm über drei Etappen bis nach Prag gehörte.
| Pl. | Fahrer             | Land                            | Punkte |
| --- | ------------------ | ------------------------------- | ------ |
| 01  | Olaf Ludwig        | Deutsche Demokratische Republik | 079    |
| 02  | Oleg Tschuschda    | Sowjetunion                     | 092    |
| 03  | Uwe Raab           | Deutsche Demokratische Republik | 128    |
| 04  | Falk Boden         | Deutsche Demokratische Republik | 150    |
| 05  | Mieczysław Korycki | Polen                           | 252    |
| 06  | Riho Suun          | Sowjetunion                     | 280    |
| 07  | Bert Wekema        | Niederlande                     | 294    |
| 08  | Jett Bradley       | Vereinigte Staaten              | 316    |
| 09  | Ron Snijders       | Niederlande                     | 330    |
| 10  | Wenelin Hubenow    | Bulgarien                       | 340    |

### Mannschaftswertung (Blaues Trikot)
Gleich mit dem Prolog übernahm die DDR die Führung in der Mannschaftswertung und gab das Blaue Trikot bis zum Ende der Rundfahrt nicht mehr ab.
| Pl. | Land                            | Zeit        |
| --- | ------------------------------- | ----------- |
| 01  | Deutsche Demokratische Republik | 137:59:24 h |
| 02  | Polen                           | + 0:13:25 h |
| 03  | Tschechoslowakei                | + 0:14:32 h |
| 04  | Sowjetunion                     | + 0:18:57 h |
| 05  | Niederlande                     | + 0:22:46 h |
| 06  | Bulgarien                       | + 0:29:51 h |
| 07  | Rumänien                        | + 0:41:56 h |
| 08  | Vereinigte Staaten              | + 0:51:03 h |
| 09  | Kuba                            | + 1:01:44 h |
| 10  | Ungarn                          | + 1:05:47 h |
| 11  | Frankreich                      | + 1:17:54 h |
| 12  | Portugal                        | + 1:18:38 h |
| 13  | Belgien                         | + 1:45:14 h |
| 14  | Finnland                        | + 2:54:50 h |
| 15  | Vereinigtes Königreich          | + 3:54:08 h |
| 16  | Mongolei                        | + 4:04:17 h |

## Film
Über die 36. Friedensfahrt von 1983 wurde vom DEFA-Studio für Dokumentarfilme unter der Regie von Rainer Ackermann ein Dokumentarfilm gedreht, der 1984 erschien. Der Film trug den Titel „Friedensfahrer“.